# Aulonocnemis nitida
Aulonocnemis nitida är en skalbaggsart som beskrevs av Ludwig Wilhelm Schaufuss 1890. Aulonocnemis nitida ingår i släktet Aulonocnemis och familjen Aulonocnemidae. Inga underarter finns listade.